# Best of Bee Gees (tajvani)
A Best of The Bee Gees című lemez a Bee Gees Tajvanban  kiadott válogatáslemeze.

## Az album dalai
1. Holiday (Barry és Robin Gibb) – 2:52
2. I've Gotta Get a Message to You  (Barry, Robin és Maurice Gibb) – 2:59
3. I Can't See Nobody  (Barry és Robin Gibb) – 3:43
4. Words (Barry, Robin és Maurice Gibb) – 3:13
5. I Started a Joke (Barry, Robin és Maurice Gibb) – 3:04
6. Spicks and Specks  (Barry Gibb) – 2:52
7. First of May (Barry, Robin és Maurice Gibb) – 2:48
8. World (Barry, Robin és Maurice Gibb) – 3:12
9. Massachusetts -(Barry, Robin és Maurice Gibb)  2:22
10. To Love Somebody (Barry és Robin Gibb) – 2:58
11. Every Christian Lion Hearted Man Will Show You – 3:32
12. Give Your Best (Barry, Robin és Maurice Gibb) – 3:26
13. How Can You Mend a Broken Heart? (Barry és Robin Gbb) – 3:56
14. I.O.I.O.  (Barry Gibb, Maurice Gibb) – 2:52
15. Don't wanna live inside myself (Barry Gibb) – 5:24
16. Melody Fair (Barry, Robin és Maurice Gibb) – 3:47
17. My World (Barry és Robin Gibb) (Barry, Robin és Maurice Gibb) – 4:18
18. Let There Be Love (Barry, Robin és Maurice Gibb) – 3:32
19. Saved by the Bell  (Robin Gibb) – 3:03
20. Lonely Days  (Barry, Robin és Maurice Gibb) – 3:46
21. Morning of My Life (In the Morning) (Barry Gibb) – 3:52
22. And The Sun Will Shine (Barry, Robin és Maurice Gibb) – 3:35
23. Run to Me (Barry, Robin és Maurice Gibb) – 3:04
24. Man for All Seasons (Barry, Robin és Maurice Gibb) – 2:58
25. Alive (Barry és Maurice Gibb) (Barry, Robin és Maurice Gibb) – 4:01

## Közreműködők
- Bee Gees